# Sandro Ciotti
Sandro Ciotti (* 4. November 1928 in Rom; † 18. Juli 2003 ebenda) war ein italienischer Sportjournalist und Radiomoderator.

## Leben
Ciotti gehörte zu den bekanntesten Sportjournalisten, -kommentatoren und -chronisten Italiens. Neben seinen zahlreichen Aktivitäten in diesem Bereich war er auch an zahlreichen musikalischen Sendungen beteiligt. 1976 drehte er – nach einigen Dokumentationen für das Fernsehen – einen Dokumentarfilm über den Fußballspieler Johan Cruyff, Il profeta del gol, der in die Kinos kam.
Ciotti war als „Stimme des Fußballs“ bekannt.